# Agriphila geniculea
Agriphila geniculea (лат.) — вид чешуекрылых насекомых из семейства огнёвок-травянок (Crambidae). Встречается в Палеарктике.

## Распространение
Распространён в южной и центральной Европе, на Ближнем Востоке (Израиль) и Северной Африке.

## Описание
Молевидные чешуекрылые небольших размеров. Размах крыльев 20-26 мм. На передних крыльях обычно видны две сильно изогнутые поперечные линии, но иногда эти линии не видны. Гусеницы питаются на различных видах семейства Злаки, включая Овсяницу овечью.
Обычно встречается на сухих пастбищах, травянистых участках, песчаных дюнах, в садах и лугах.
Этот вид очень похож на Agriphila tolli и Agriphila inquinatella. Его можно отличить от первого на основании большего расстояния, разделяющего указанные поперечные линии. Более того, у A. geniculea передние крылья пересечены парой шевронов, в то время как A. inquinatella имеет продольные переменные прожилки.

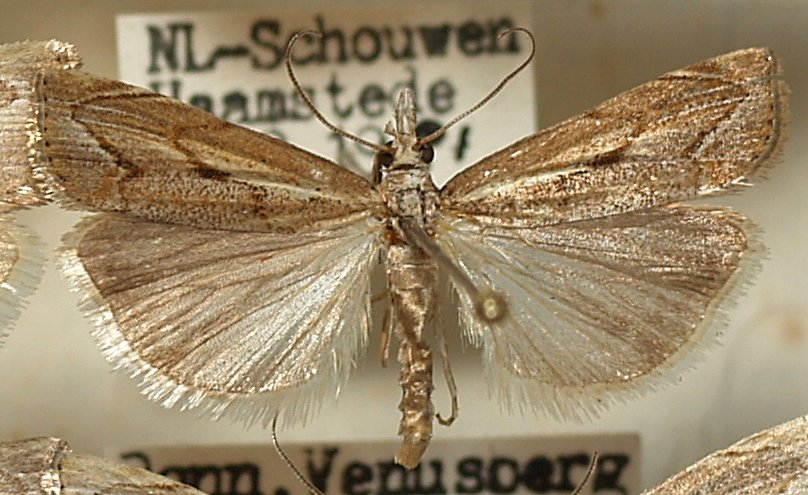